# Maurice Van Herzele
Maurice Van Herzele (Sint-Lievens-Houtem, 10 de febrer de 1917 - Sint-Lievens-Houtem, 8 de febrer de 1998) va ser un ciclista belga, que fou professional entre 1936 i 1952. El seu principal èxit fou la victòria a la Volta a Bèlgica de 1947.

## Palmarès
- 1936
  - 1r a la Lilla-Brussel·les-Lilla
  - 1r a la Volta a Bèlgica de la categoria independents
  - Vencedor de 2 etapes de la Volta a Luxemburg
- 1937
  - 1r a Strombeek-Bever
- 1942
  - 1r al Gran Premi de Valònia
- 1945
  - 1r a Erembodegem-Terjoden
  - 1r a Sint-Lievens-Houtem
  - 1r al Circuit de les Regions frontereres
- 1946
  - 1r a la Tielt-Anvers-Tielt
  - 1r al Gran Premi de les Ardenes
- 1947
  - 1r a la Volta a Bèlgica
- 1948
  - 1r a la Sint-Lievens-Houtem
- 1949
  - 1r al Circuit de les Tres Províncies
- 1950
  - 1r a la Schelde-Dender-Leie